# Ferdinand Johann Wiedemann
Ferdinand Johann Wiedemann (Haapsalu, 18 de marzojul./ 30 de marzo de 1805greg. - San Petersburgo, 17 de diciembrejul./ 29 de diciembre de 1887greg.) fue un lingüista baltoalemán, dedicado especialmente a las lenguas finoúgrias.

## Vida
Ferdinand Johann Wiedemann era hijo de un escribano de juzgado, nacido en el seno de una familia suecoalemana en Haapsalu. Tras terminar el instituto en Tallin, estudia de 1824 a 1826 en la Universidad de Tartu. 
Inicialmente encontró trabajo como enseñante para lenguas antiguas en Jelgava, antes de convertirse de 1837 a 1857 en profesor de griego antiguo y bibliotecario en su antiguo instituto en Tallin. Allí comenzó sus profundos estudios sobre la lengua estonia y otras lenguas finoúgrias.
En 1845 se convierte en miembro correspondiente de la Academia de las Ciencias de San Petersburgo y en 1857 es elegido miembro pleno. En 1857 se traslada a vivir a San Petersburgo, donde continúa sus trabajos científicos hasta su muerte.

## Obra
La aparición en 1869 del diccionario estonio-alemán Ehstnisch-deutsches Wörterbuch de Wiedemanns tuvo una importancia fundamental en la formación de la lengua estonia moderna. El diccionario se basaba en estudios de campo realizados a lo largo de muchos años y fue durante mucho tiempo el más completo de su tipo. En 1875 publicó su Grammatik der Ehstnischen Sprache, que contribuyó a la estabilización y unificación del estonio.
Wiedemann también estudió otras lenguas finougrias. Entre otras obras, es el autor de Syrjanisch-Deutsches Wörterbuch, un diccionario komi-alemán, además de las gramáticas de komi Versuch einer Grammatik der syrjänischen Sprache nach dem in der Übersetzung des Evangelium Matthäi gebrauchten Dialekte (1847) y de marí Versuch einer Grammatik der tscheremissischen Sprache nach dem in der Evangelien Übersetzung von 1821 gebrauchten Dialekte (1847).
Además, Wiedemann estaba muy interesado en el folclore y las costumbres de Estonia. En 1876 publicó como resultado de sus estudios la obra Aus dem inneren und äusseren Leben der Ehsten (De la vida interior y exterior de los estonios).
Desde 1989 se entrega en Estonia un premio a las lenguas con el nombre Ferdinand Johann Wiedemann.